# Prionopetalum frundsbergi
Prionopetalum frundsbergi är en mångfotingart som först beskrevs av Carl Graf Attems 1927.  Prionopetalum frundsbergi ingår i släktet Prionopetalum och familjen Odontopygidae. Inga underarter finns listade i Catalogue of Life.